# 44-й отдельный аэросанный батальон
44-й отдельный аэросанный батальон  — воинская часть вооружённых сил СССР в Великой Отечественной войне. За время войны существовало два формирования батальона.

## 1-е формирование
Батальон формировался осенью 1941 года. Боевой  батальон, на вооружении батальона состояли аэросани НКЛ-26.
В составе действующей армии с 5 апреля 1942 по 25 июня 1942 года. В апреле-мае 1942 года действовал между Погостьем и  Посадниковым Островом. В июне 1942 года расформирован.

### Подчинение
| Дата            | Фронт (округ)       | Армия      | Корпус | Дивизия | Бригада | Примечания                                        |
| --------------- | ------------------- | ---------- | ------ | ------- | ------- | ------------------------------------------------- |
| 01.04.1942 года | Ленинградский фронт | 54-я армия | -      | -       | -       | -                                                 |
| 01.05.1942 года | Ленинградский фронт | 54-я армия | -      | -       | -       | в составе группы войск Ленинградского направления |

## 2-е формирование
44-й отдельный аэросанный Новгородский батальон
Батальон сформирован  осенью 1942 года в Котласе на основании директивы № 731087 заместителя наркома обороны генерал-полковника Щаденко Е.А.. Боевой  батальон, на вооружении батальона состояли аэросани НКЛ-26, с установленными на них спаренными пулемётами Дегтярёва 
В составе действующей армии с 27 декабря 1942 по 26 апреля 1943  и с 13 января 1944 по 4 мая 1944 года.
По формировании направлен под Ленинград, принимал участие в январе 1943 года в операции по прорыву блокады Ленинграда, в дальнейшем действовал в районе Синявино. В апреле 1943 года отведёт в тыл и вновь начал боевые действия только в 1944 году, в ходе Ленинградско-Новгородской операции. 14 января 1944 года батальон прибыл к озеру Ильмень и машины батальона поддерживают наступление 58-й стрелковой бригады и полка 225-й стрелковой дивизии по льду озера, в результате чего на западном берегу Ильменя были захвачены несколько плацдармов и перерезаны некоторые коммуникации, ведущие к Новгороду. Так, батальон ведёт бои в районе населённых пунктов Береговые Морины, Самокраж, Козынево.. За боевые заслуги в ходе освобождения Новгорода, 21 января 1944 года батальон удостоен почётного наименования «Новгородский».
4 мая 1944 года батальон, как и все прочие части аэросаней, был расформирован.

### Подчинение
| Дата            | Фронт (округ)               | Армия             | Корпус | Дивизия | Бригада | Примечания |
| --------------- | --------------------------- | ----------------- | ------ | ------- | ------- | ---------- |
| 01.11.1942 года | Архангельский военный округ | -                 | -      | -       | -       | -          |
| 01.12.1942 года | Архангельский военный округ | -                 | -      | -       | -       | -          |
| 01.01.1943 года | Волховский фронт            | 2-я ударная армия | -      | -       | -       | -          |
| 01.02.1943 года | Волховский фронт            | 2-я ударная армия | -      | -       | -       | -          |
| 01.03.1943 года | Ленинградский фронт         | 2-я ударная армия | -      | -       | -       | -          |
| 01.04.1943 года | Волховский фронт            | 2-я ударная армия | -      | -       | -       | -          |
| 01.05.1943 года | Волховский фронт            | 2-я ударная армия | -      | -       | -       | -          |
| 01.06.1943 года | Волховский фронт            | 8-я армия         | -      | -       | -       | -          |
| 01.07.1943 года | Волховский фронт            | 8-я армия         | -      | -       | -       | -          |
| 01.08.1943 года | Волховский фронт            | 8-я армия         | -      | -       | -       | -          |
| 01.09.1943 года | Волховский фронт            | 8-я армия         | -      | -       | -       | -          |
| 01.10.1943 года | Волховский фронт            | 8-я армия         | -      | -       | -       | -          |
| 01.11.1943 года | Волховский фронт            | 8-я армия         | -      | -       | -       | -          |
| 01.12.1943 года | Волховский фронт            | 8-я армия         | -      | -       | -       | -          |
| 01.01.1944 года | Волховский фронт            | 59-я армия        | -      | -       | -       | -          |
| 01.02.1944 года | Волховский фронт            | 59-я армия        | -      | -       | -       | -          |
| 01.03.1944 года | Ленинградский фронт         | 59-я армия        | -      | -       | -       | -          |
| 01.04.1944 года | Ленинградский фронт         | -                 | -      | -       | -       | -          |
| 01.05.1944 года | Ленинградский фронт         | -                 | -      | -       | -       | -          |

## Состав
- В батальоне три аэросанные роты, в каждой по три взвода, в каждом из взводов по три машины.

## Командиры
- капитан Прохатилов Михаил Алексеевич
- замполит Красноборов Аркадий Фёдорович